# Divatszó
A divatszavak olyan szavak, melyek egyhamar felkapottá válnak – gyakran a média révén – és beivódnak a köznyelvbe, majd kikopnak, ezzel újabb divatszavaknak adva át helyüket. Ezek jelentős részét képezik a idegen szavak, a tükörfordítások, főként az anglicizmusok és a germanizmusok.